# Baia di Lady Newnes
La baia di Lady Newnes è una baia larga circa 110 km e sempre ricoperta dalla banchisa, situata sulla costa di Borchgrevink, nella parte nord-occidentale della Dipendenza di Ross, in Antartide. Sulla superficie della baia, la cui bocca si estende dall'isola di Coulman, a nord, a capo Sibbald, a sud, sono presenti alcune ampie lingue glaciali, formate da alcuni tra i più grandi ghiacciai del mondo, come il Mariner, il Borchgrevink e l'Aviator, la lingua glaciale di quest'ultimo, poi, la separa dalla baia di Wood. Oltre a quelli già citati, nella baia si gettano molti altri ghiacciai situati sul versante sud-orientale della dorsale dell'Alpinista, tra cui il Nascent, il Ridgeway, il Suter e il Wylde.
All'interno della baia, molto vicine alla costa, sono presenti alcune isolette, come l'isola Emerging e l'isola Apostrophe.

## Storia
La baia di Lady Newnes è stata scoperta e mappata per la prima volta nel 1841 da  corso della spedizione Southern Cross, nota ufficialmente come "spedizione antartica britannica 1898–1900" e comandata da Carsten Borchgrevink, e battezzato proprio da quest'ultimo in onore di Lady Newnes, moglie di George Newnes, uno dei finanziatori della spedizione.